# Wernstein (Mainleus)
Wernstein  (oberfränkisch: Weanschdah) ist ein Gemeindeteil des Marktes Mainleus im Landkreis Kulmbach (Regierungsbezirk Oberfranken). Die Gemarkung Wernstein besteht aus zwei Gebieten hat eine Fläche von 1,567 km². Sie ist in 216 Flurstücke aufgeteilt, die eine durchschnittliche Flurstücksfläche von 7253,43 m² haben. In ihr liegen neben dem namensgebenden Ort die Gemeindeteile Ködnitzerberg, Prötschenbach und Wachholder.

## Geografie
Das Dorf Wernstein bildet mit Veitlahm im Norden eine geschlossene Siedlung. Diese liegt an der Hainleite. Die Kreisstraße KU 6 führt nach Veitlahm (0,7 km nordöstlich) bzw. nach Hornschuchshausen zur Bundesstraße 289 (1,3 km südlich). Die Kreisstraße KU 30 führt an Wachholder und Ruffenhaus vorbei nach Schwarzach bei Kulmbach (1,4 km südwestlich). Eine Anliegerstraße führt nach Prötschenbach (0,9 km südöstlich).

## Geschichte
Der Ort wurde 1376 als „Wernstein“ erstmals urkundlich erwähnt, 1398 in der Form „Berenstein“. Die zweitgenannte Form gilt als die ursprüngliche; sie leitet sich vom  Personennamen Bero ab. Das Grundwort Stein steht synonym für Festung.
Gegen Ende des 18. Jahrhunderts gab es in Wernstein ein Schloss mit Amtshaus, Torwächterhaus, Ökonomie und Vorwerk und elf Anwesen (1 Wirtshaus mit Bräuhaus, 1 Hof, 1 Gütlein, 4 Wohnhäuser, 4 Tropfhäuser). Das Hochgericht übte das Obergericht Wernstein aus. Die Dorf- und Gemeindeherrschaft sowie die Grundherrschaft über sämtliche Anwesen hatte das Rittergut Wernstein.
Von 1797 bis 1810 unterstand Wernstein dem Justiz- und Kammeramt Kulmbach. 1810 kam der Ort zum Königreich Bayern. Mit dem Gemeindeedikt wurde Wernstein dem 1811 gebildeten Steuerdistrikt Schmeilsdorf und der 1812 gebildeten Ruralgemeinde Danndorf zugewiesen. Mit dem Zweiten Gemeindeedikt von 1818 entstand die Ruralgemeinde Wernstein, zu der Ködnitzerberg, Prötschenbach und Wachholder gehörten. Sie war in Verwaltung und Gerichtsbarkeit dem Herrschaftsgericht Thurnau (ab 1852 Landgericht Thurnau) zugeordnet und in der Finanzverwaltung dem Rentamt Thurnau (1919 in Finanzamt Thurnau umbenannt). In der freiwilligen Gerichtsbarkeit unterstanden die Anwesen dem Patrimonialgericht Wernstein. Ab 1862 gehörte Wernstein zum Bezirksamt Kulmbach (1939 in Landkreis Kulmbach umbenannt). Die Gerichtsbarkeit blieb beim Landgericht Thurnau (1879 in das Amtsgericht Thurnau umgewandelt), von 1929 bis 1972 war das Amtsgericht Bayreuth zuständig, seitdem ist es das Amtsgericht Kulmbach. 1930 wurde die Finanzverwaltung vom Finanzamt Bayreuth übernommen, seit 1973 ist das Finanzamt Kulmbach zuständig. Die Gemeinde hatte eine Fläche von 1,558 km². Im Zuge der Gebietsreform in Bayern wurde die Gemeinde am 1. Januar 1972 in den Markt Mainleus eingegliedert.

## Baudenkmäler
Einziges Baudenkmal ist die am südwestlichen Ortsrand des Dorfes gelegene Burg Wernstein, die aus einem oberen und einem unteren Schloss besteht.

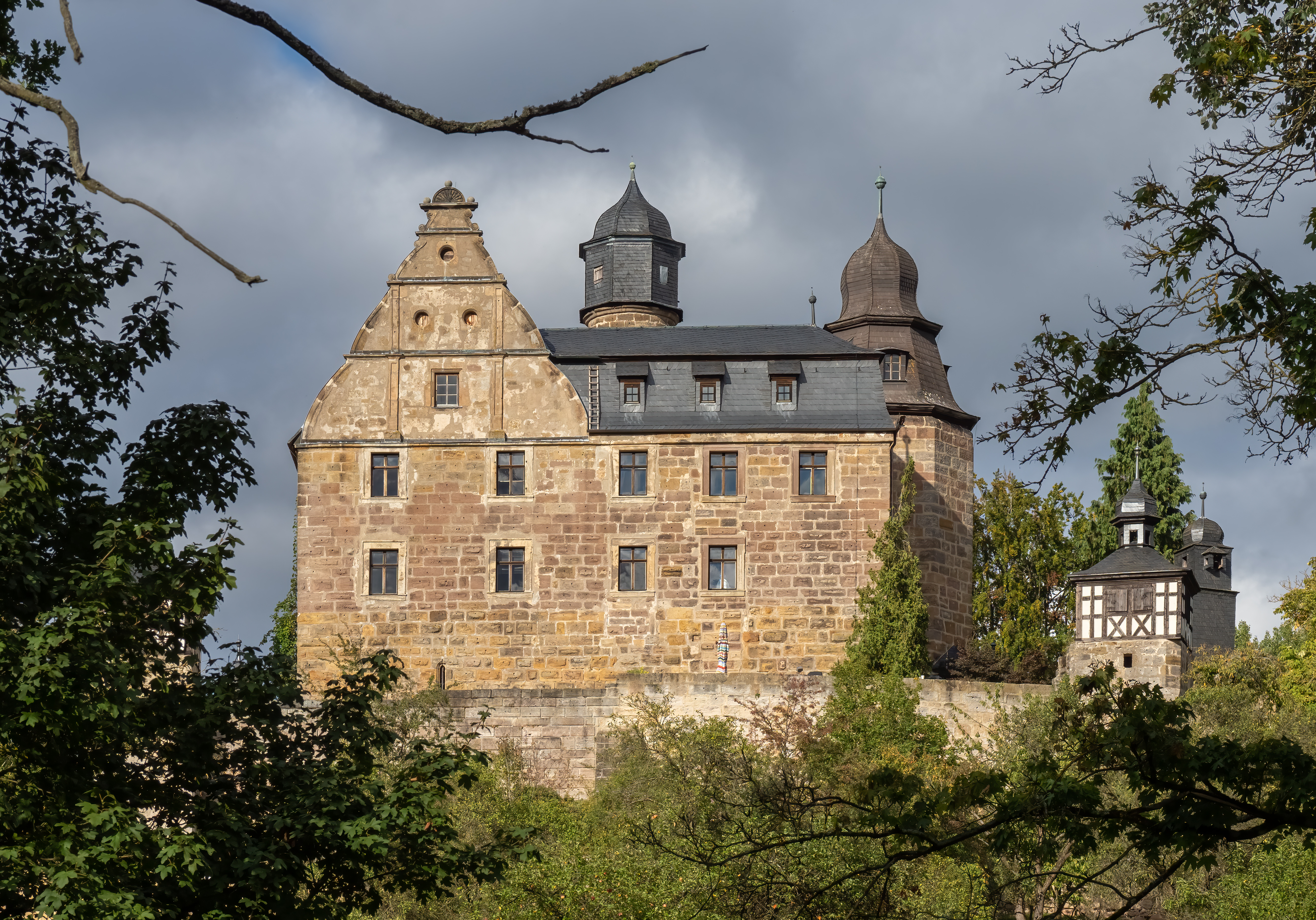
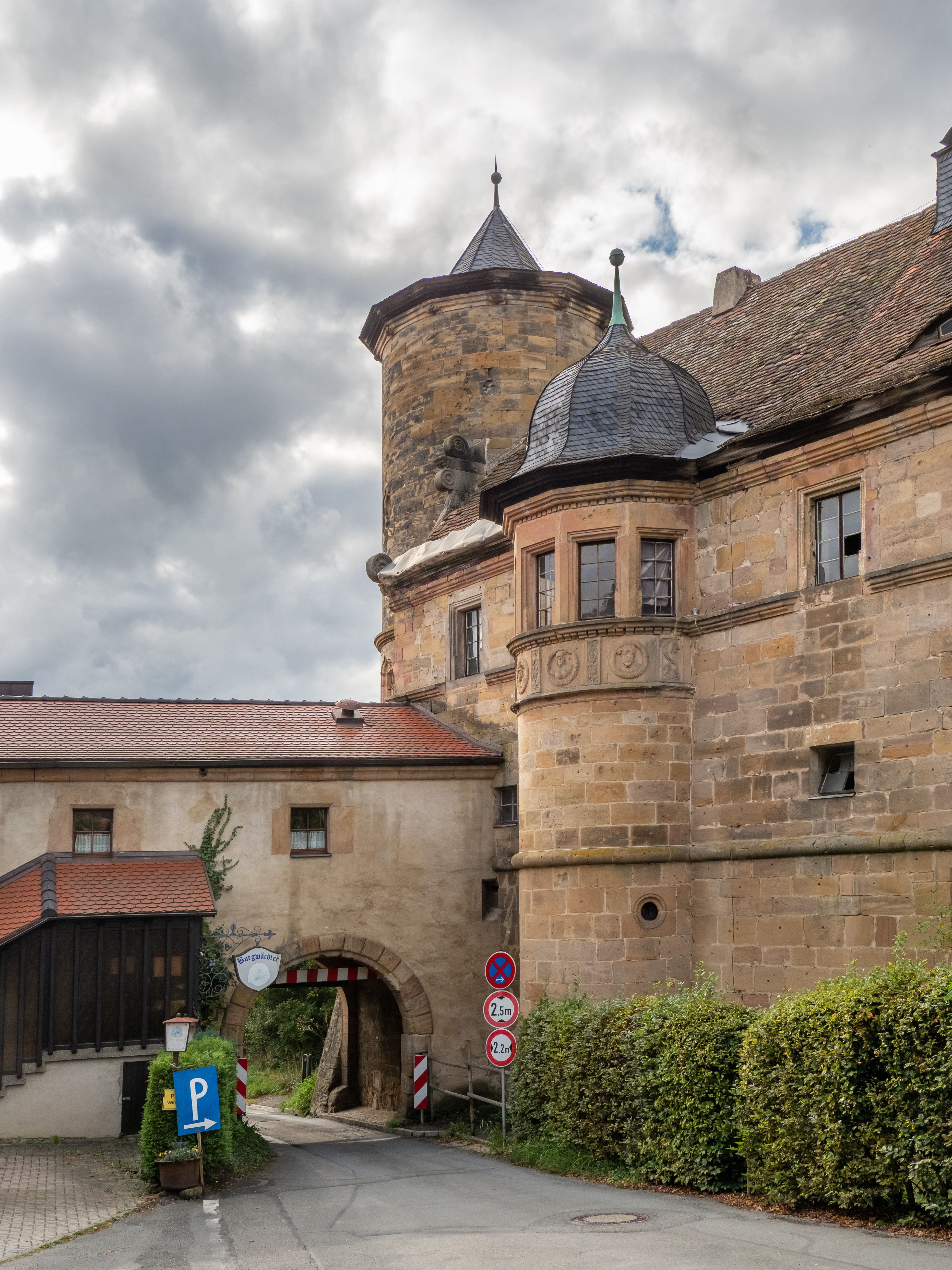
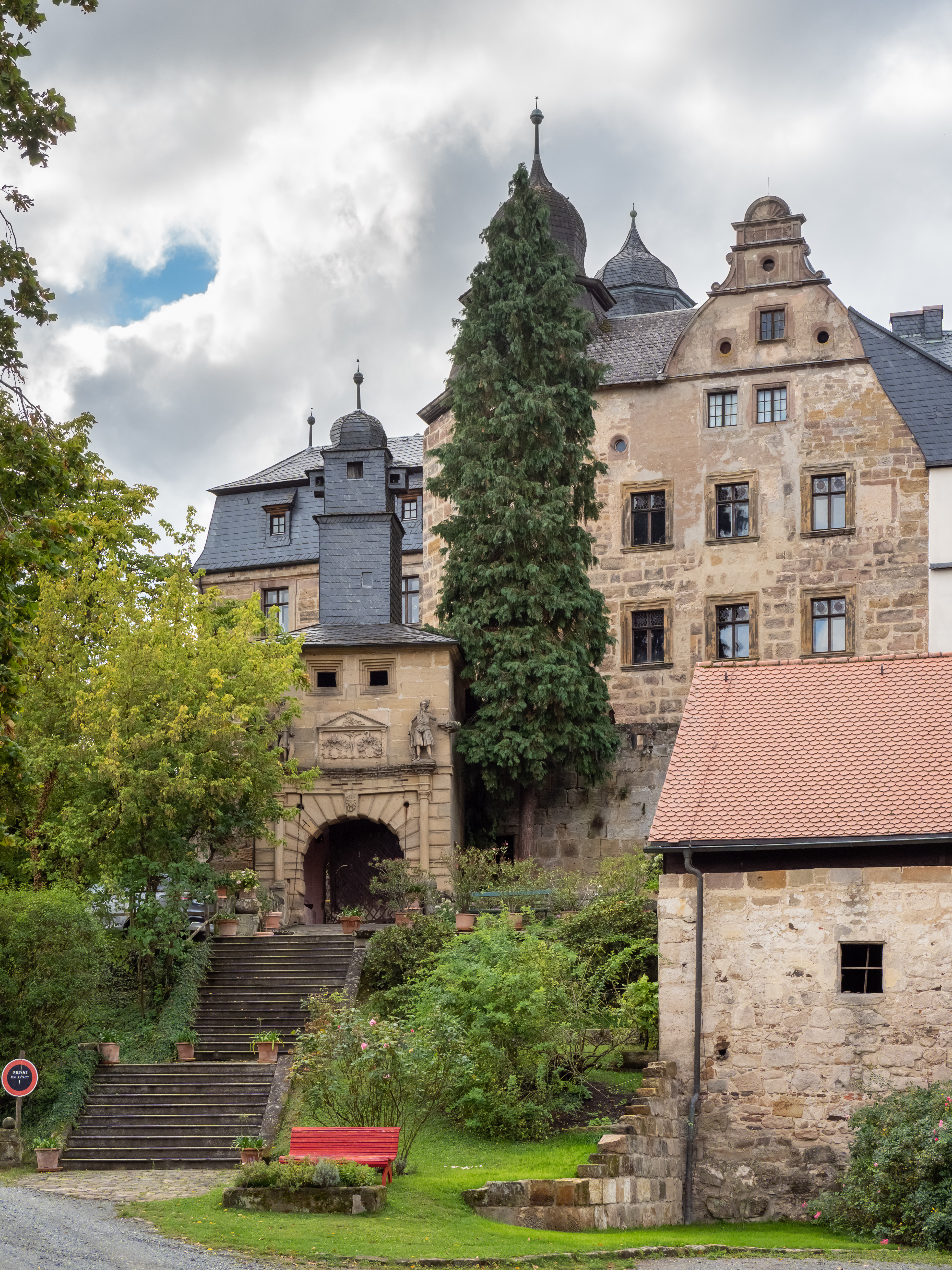
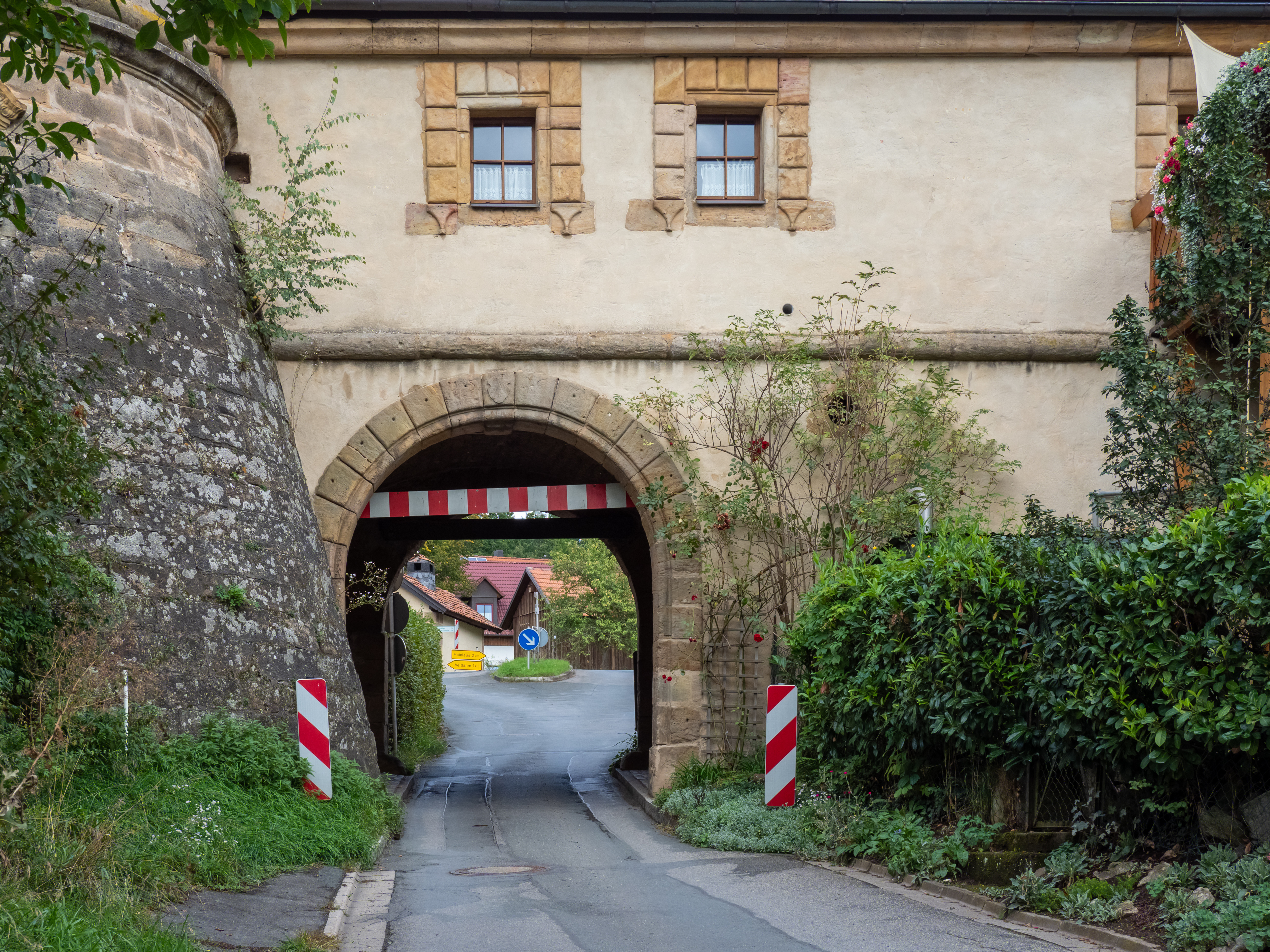
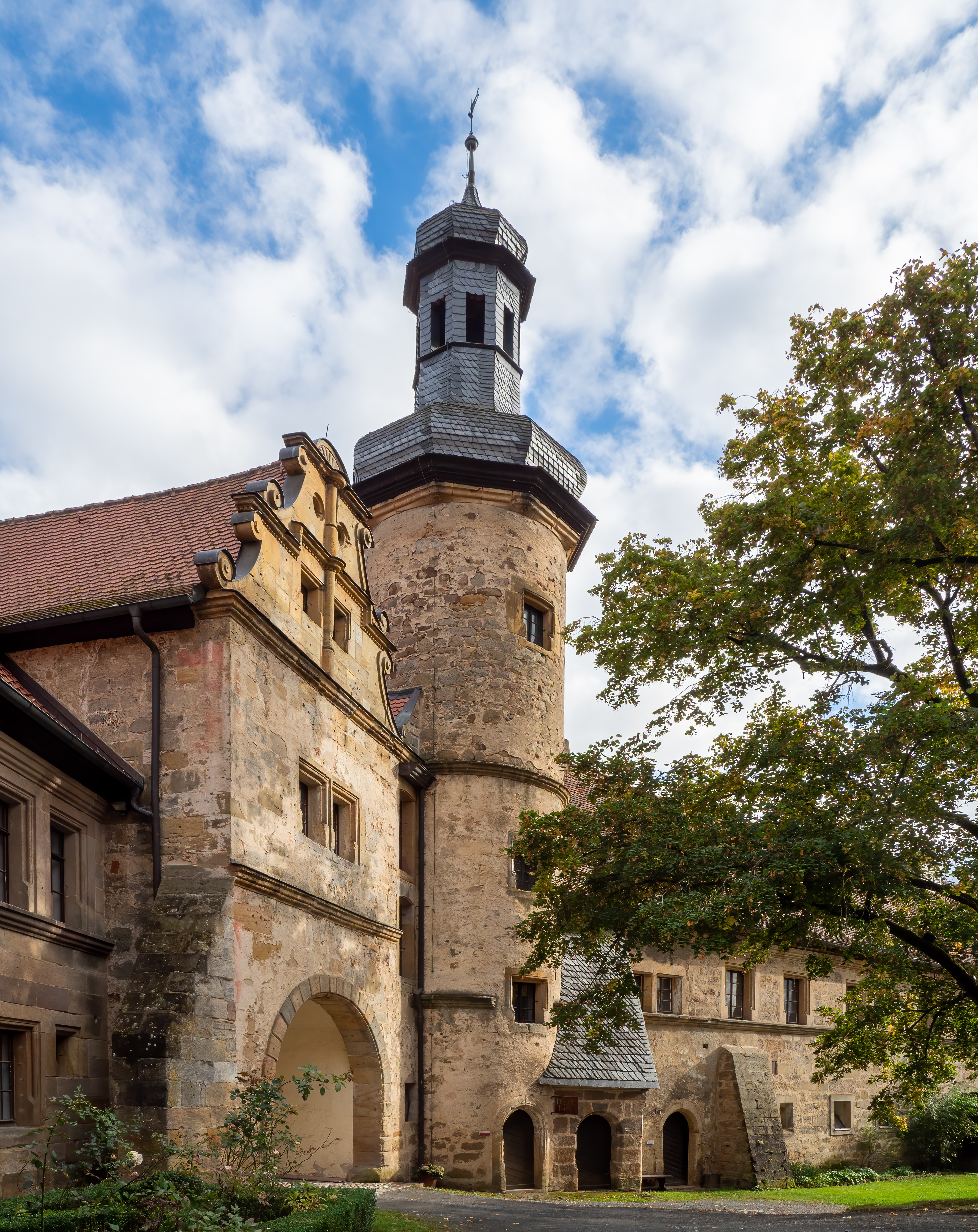

## Religion
Wernstein ist seit der Reformation evangelisch-lutherisch geprägt und war ursprünglich nach St. Johannis (Schwarzach) gepfarrt, und erst später nach St. Veit (Veitlahm).